# Estádio Louis Ensch
Het Estádio Louis Ensch is een multifunctioneel stadion in Coronel Fabriciano, een stad in Brazilië. De bijnaam van het stadion is 'Luisão'.
Het stadion wordt vooral gebruikt voor voetbalwedstrijden, de voetbalclub Social FC maakt gebruik van dit stadion. In het stadion is plaats voor 6.000 toeschouwers. Het stadion werd geopend in 1950.